# Jordon Ibe
Jordon Ibe (wym. [ˈaɪb], ur. 8 grudnia 1995 r. w Bermondsey) – angielski piłkarz nigeryjskiego pochodzenia występujący na pozycji pomocnik w angielskim klubie Bournemouth oraz w reprezentacji Anglii do lat 21.

## Kariera klubowa
Ibe urodził się w londyńskiej dzielnicy Bermondsey, zaś jego pierwszym zespołem był Charlton, w którego juniorskich drużynach spędził cztery lata. W 2007 roku został zwolniony z klubowej akademii „The Addicks” i trafił do Wycombe Wanderers.

### Wycombe Wanderers
W pierwszym zespole z League One debiutował 9 sierpnia 2011 r. w wieku zaledwie 15 lat i 244 dni – pojawił się na boisku w dogrywce meczu z Colchester United w ramach pucharu ligi. 15 października wszedł na boisko w 90. minucie ligowego meczu z Hartlepool United, dzięki czemu został najmłodszym graczem Wycombe, który kiedykolwiek wystąpił w meczu Football League. 29 października po raz pierwszy wybiegł w podstawowym składzie swojej drużyny w meczu z Sheffield Wednesday. W meczu tym zdobył też swoją pierwszą bramkę w dorosłym futbolu. Został wówczas najmłodszym strzelcem bramki dla Wycombe (miał 15 lat 325 dni). W ciągu kilku miesięcy w barwach „The Chairboys” wystąpił w 11 spotkaniach (7 ligowych).

### Liverpool
W grudniu 2011 roku brytyjskie media sportowe donosiły, że mimo konkurencji ze strony klubów takich jak Manchester United, Manchester City oraz Tottenham, to Liverpool miał przekonać 16-latka do podpisania kontraktu. Spekulowano, że Ibe przeniesie się do klubu z Anfield latem 2012 roku. Jednak już kilka dni później oficjalnie ogłoszono transfer angielskiego juniora za nieujawnioną kwotę, która według spekulacji medialnych miała wynieść ok. 500 tys. funtów. Początkowo Ibe dołączył do drużyny U-18.
W seniorskim zespole Liverpoolu zadebiutował w ostatniej kolejce sezonu 2012/2013 przeciwko QPR. Spotkanie zakończyło się wygraną 1:0, a Ibe asystował przy bramce Philippe Coutinho. Jesienią tego samego roku kilkanaście razy znajdował się wśród rezerwowych, jednak na boisko wybiegł zaledwie dwukrotnie – raz w lidze, a raz w pucharze ligi.

### Birmingham City
W lutym 2014 roku został wypożyczony do końca sezonu do drugoligowego zespołu Birmingham City. W barwach „The Blues” wystąpił 11-krotnie, swoją pierwszą (i jak się później okazało – jedyną) bramkę strzelając w zwycięskim meczu z Millwall. Ibe odegrał też istotną rolę w ostatnim meczu sezonu, w którym – w dramatycznych okolicznościach – Birmingham City zdołało utrzymać się w Championship.

### Derby County
Pod koniec września 2014 roku podano informację o wypożyczenie Ibe’a na okres całego sezonu do innego zespołu z Championship, Derby County. Pierwszego gola dla swojej tymczasowej drużyny skrzydłowy zdobył 20 września w starciu z Cardiff City. W barwach „The Rams” rozegrał 24 spotkania, w których zdobył 5 bramek, nim w połowie stycznia 2015 roku jego wypożyczenie zostało skrócone.

## Kariera reprezentacyjna
Skrzydłowy Liverpoolu zaliczył swój debiut w drużynie narodowej 24 października 2012 r. w zespole do lat 18. Rok później trafił do drużyny U-19. W swoim pierwszym meczu zdobył również swoją pierwszą bramkę. W maju 2014 roku zdobył hat-tricka w pojedynku z Czarnogórą w ramach eliminacji do młodzieżowego Euro 2014. Cztery miesiące później zadebiutował w drużynie do lat 20 w meczu przeciw Rumunii.

## Statystyki kariery
Aktualne na dzień 21 maja 2019 r.
| 2011/12            | Wycombe                | League One         | 7   | 1  | 1 | 0 | 2  | 0 | — | — | 11  | 1  |
| 2012/13            | Liverpool              | Premier League     | 1   | 0  | 0 | 0 | 0  | 0 | 0 | 0 | 1   | 0  |
| 2013/14 (j., w.)   | Liverpool              | Premier League     | 1   | 0  | 0 | 0 | 1  | 0 | — | — | 2   | 0  |
| 2013/14 (j., w.)   | Birmingham City (wyp.) | Championship       | 11  | 1  | — | — | —  | — | — | — | 11  | 1  |
| 2014/15 (j., w.)   | Derby County (wyp.)    | Championship       | 20  | 5  | 1 | 0 | 3  | 0 | — | — | 24  | 5  |
| 2014/15 (j., w.)   | Liverpool              | Premier League     | 11  | 0  | 0 | 0 | 0  | 0 | 2 | 0 | 13  | 0  |
| 2015/16            | Liverpool              | Premier League     | 27  | 1  | 3 | 0 | 5  | 2 | 6 | 1 | 41  | 4  |
| 2016/17            | Bournemouth            | Premier League     | 25  | 0  | 1 | 0 | 0  | 0 | 0 | 0 | 26  | 0  |
| 2017/18            | Bournemouth            | Premier League     | 32  | 2  | 2 | 0 | 4  | 0 | 0 | 0 | 38  | 2  |
| 2018/19            | Bournemouth            | Premier League     | 19  | 1  | 1 | 0 | 4  | 2 | 0 | 0 | 24  | 3  |
| Łącznie w karierze | Łącznie w karierze     | Łącznie w karierze | 154 | 11 | 9 | 0 | 19 | 4 | 8 | 1 | 191 | 16 |